# Zoločiv (sídlo městského typu)
Zoločiv (ukrajinsky Золочів, rusky Золочев – Zoločev) je sídlo městského typu v Charkovské oblasti na Ukrajině. K roku 2024 měl přes 5 tisíc obyvatel.

## Poloha
Zoločiv leží na Udě, pravém přítoku Severního Doňce v povodí Donu. Od Charkova, správního střediska oblasti, je vzdálen přibližně čtyřiačtyřicet kilometrů severozápadně.

## Dějiny
Zoločiv byl založen v roce 1677. Od roku 1925 má status sídla městského typu. Za druhé světové války byl 22. října 1941 obsazen německou armádou a dobyt zpět jednotkami Rudé armády 8. srpna 1943.

### Rodáci
- Volodymyr Mykolajovyč Pantelej (1945–2000), běžec
- Daniil Ivanovič Ilčenko (1894–1977), herec